# Дамаскин (архиепископ Кипрский)
Митрополит Дамаскин (греч. Μητροπολίτης Δαμασκηνός; ум. 1846) — епископ Кипрской Православной Церкви, митрополит Китийский (1837—1846), ранее Архиепископ Новой Юстинианы и всего Кипра (1824—1827).

## Биография
Родился в селении Криту-Тера Пафской области.
В марте 1821 года в Греции вспыхнуло национально-освободительное восстание. 9 июля 1821 года наместник острова Кипр, входившего в состав Османской империи, Кючюк Мехмет казнил 486 греков-киприотов, а том числе предстоятеля Кипрской церкви архиепископа Киприана, митрополитов, игуменом монастырей и других представители высшего духовенства, знатных и влиятельных греков-киприотов, старост сельских общин, имущество которых должно было экспроприировано.
Так как на Кипре не осталось одного епископа — архиепископ трое митрополитом были казнены, а единственный спасшийся епископ Тримифунтский Спиридон бежал в Рим — для замещения вдовствующих кафедр Кючюк Мехмет приказал привести из тюрьмы находившихся у него в качестве заложников четырёх клириков: эконома монастыря апостола Варнавы Иоакима, архидиакона Пафской митрополии Панарета, архимандрита Леонтия (Мириантевса) и Киринийского экзарха Дамаскина. Их привезли в архиепископскую резиденцию на тех же мулах, на которых ранее доставили к месту казни архиепископа Киприана и трёх митрополитов. Кючюк Мехмет провозгласил архимандрита Иоакима архиепископом Кипрским, архидиакона Панарета — митрополитом Пафским, архимандрита Леонтия — митрополитом Китийским, а экзарха Дамаскина — митрополитом Киринийским. Они просили патриарха Константинопольского Евгения II ходатайствовать перед Антиохийским патриархом Серафимом об отправлении на Кипр трёх епископов для совершения хиротонии. После колебаний Патриарх Евгений обратился к Патриарху Серафиму, и тот в декабре 1821 года отправил на Кипр епископа Епифанийского Иоанникия, епископа Селевкийского Геннадия и епископа Эмесского Мефодия. Хиротония Дамаскина в митрополита в митрополита Киринийского состоялась 19 декабря 1821 года.
Архиепископ Иоаким возглавлял Кипрскую церковь менее трёх лет и вынужден был оставить Архиепископский престол из-за недовольства подчинённого ему духовенства, обвинявшего его в продаже церковного имущества, безграмотности и неумении вести административные дела. Под давлением турецких властей архиепископ Иоаким был вынужден уйти на покой 21 мая 1824 года.
Взошёл на архиепископский престол 22 мая 1824 года. Как и его предшественник столкнулся с проблемой крупных долгов Кипрской архиепископии.
Летом 1826 года архиепископ Дамаскин посетил Париж и встречался с министром королевского двора.
Заступничество за христиан и прямой характер Архиепископа Дамаскина привёл к конфликту с турецким правителем Кипра мухассылом Али Рухи, который в 1827 году добился его изгнания в Ыспарту в Малой Азии (ныне Турция). Вместо него на Архиепископский престол был единогласно был избран митрополит Пафский Панарет (1827—1840).
Пребывал в Ыспарте до 1830 года, а затем при посредничестве Константинопольского Патриарха добился возвращения на Кипр.
В начале 1837 года после смерти митрополита Китийского Леонтия старосты-представители деревенской знати Ларнаки обратились к архиепископу Кипрскому Панарету с просьбой содействовать выборам бывшего Архиепископа Дамаскина на Китийскую кафедру. Таким образом 17 февраля 1837 года бывший архиепископ Дамаскин занял Китийскую кафедру. В данной должности он много сделал для греческих школ и улучшения условий жизни христиан в епархии.
В октябре 1837 года отправился с миссией в Константинополь и добился установления точной суммы налогов, которую должны были выплачивать кипрские христиане, что предотвращало злоупотребления местных чиновников-мусульман.
Оставался на Китийской кафедре до своей смерти в 1846 году.